# 얼라인드제네틱스
얼라인드제네틱스(영어: Aligned Genetics)는 경기도 안양시에 본사를 둔 생명과학 장비 및 소모품 개발 및 제조 기업이다.